# Włodzimierz Ostaszewicz
Włodzimierz Ostaszewicz (ur. 12 lipca 1922 w Augustowie, zm. 24 listopada 2017) – polski pułkownik LWP, dyplomata, oficer wywiadu.

## Życiorys
W okresie 6.11.1947-14.02.1950 Akademia Sztabu Generalnego WP.Od 1950 II zastępca attaché wojskowego w Ambasadzie RP w Londynie, następnie od 1955 attaché wojskowym przy Przedstawicielstwie Dyplomatycznym w Berlinie. Od 1960 attaché wojskowy, morski i lotniczy przy Ambasadzie PRL w Brukseli. Od 1966 zastępca szefa ds.informacyjnych.Od 1971 kierownik Zespołu II przy zastępcy pełnomocnika szefa Sztabu Generalnego ds. specjalnych.Wyrokiem sądu z 26 lipca 1985 został skazany zaocznie na karę śmierci, utratę praw publicznych i obywatelskich praw honorowych oraz przepadek całego mienia skazanego. Za to, że w dniu 19 września 1981 opuścił Polską Rzeczpospolitą Ludową rzekomo w celu spędzenia urlopu w Jugosławii i Grecji, skąd udał się do Austrii, a następnie do Wielkiej Brytanii, i odmówił powrotu do kraju, oraz za to, iż dopuścił się zdrady ojczyzny.Rada Państwa postanowiła nie skorzystać z prawa łaski w stosunku do Włodzimierza Ostaszewicza. Wiosną 1990 na mocy ustawy amnestyjnej z 7 grudnia Sąd WOW zamienił orzeczoną karę śmierci na 25 lat więzienia, a karę pozbawienia praw publicznych skrócono do 10 lat.
15 października 1999 Izba Wojskowa Sądu Najwyższego uniewinniła płk. Ostaszewicza od zarzutu zdrady ojczyzny i dezercji.